# Eremiaphila lefebvrii
Eremiaphila lefebvrii es una especie de mantis de la familia Eremiaphilidae.

## Distribución geográfica
Se encuentra en Egipto en Suez.